# Confine tra Arabia Saudita ed Emirati Arabi Uniti
Il confine tra l'Arabia Saudita e gli Emirati Arabi Uniti ha una lunghezza di 457 km e separa i territori dell'Arabia Saudita e degli Emirati Arabi Uniti. 

## Descrizione
Secondo l'accordo del 1974, il confine segue quattro segmenti rettilinei: il primo parte dal punto di giunzione tra le frontiere Emirati Arabi Uniti / Oman e Arabia Saudita / Oman verso sud-ovest; il secondo e il terzo, molto più lunghi, verso ovest e poi nord-ovest; infine il quarto, più corto, verso nord fino al Golfo Persico. 
Secondo le rivendicazioni degli Emirati, il confine prosegue verso ovest, lungo il Golfo Persico fino alla sponda meridionale di Khawr al Udayd, di fronte al territorio del Qatar. 
Il confine rappresenta la frontiera orientale della provincia saudita di Ach-Sharqiya e la frontiera meridionale e sud-occidentale dell'emirato di Abu Dhabi. 

## Storia
Le aree desertiche controllate da Ibn Saud, allora in procinto di conquistare i territori che sarebbero diventati l'Arabia Saudita nel 1932, e dagli Stati della Tregua, sotto protettorato britannico dal 1892, entrarono in contatto negli anni venti. Con il Trattato di Gedda del 1927, in cambio del riconoscimento del suo controllo sull'Hejaz e sul Nejd, Ibn Saud accettò di non minacciare più gli Emirati che all'epoca erano un protettorato britannico. 
Dopo l'indipendenza degli Emirati Arabi Uniti nel 1971, il sultano emiratino Zayed firmò un accordo di confine con il re saudita Faisal, il 21 agosto 1974. Il tracciato lascia i villaggi della regione dell'oasi di al-Breimi, al confine con l'Oman, e gran parte del deserto di al-Zafra agli Emirati, mentre l'Arabia Saudita ottiene l'accesso costiero tra i territori del Qatar e dell'Emirato di Abu Dhabi, a sud-est della baia di Khawr al Udayd, e il controllo del giacimento petrolifero di Shayba. Le disposizioni del trattato del 1974 non furono rese pubbliche fino al 1995, quando fu depositato presso le Nazioni Unite. Tuttavia, gli Emirati Arabi Uniti non hanno mai ratificato l'accordo. 
A metà degli anni 2000, dopo la morte del sultano Zayed, le autorità degli Emirati hanno messo in dubbio l'accordo del 1974. I ministeri emiratini utilizzano infatti una mappa che estende il territorio della federazione fino al confine terrestre del Qatar. Il tracciato del 1974 e le sue conseguenze marittime avrebbero un impatto, per esempio, sul gasdotto Dolphin Gas Project tra Emirati, Qatar e Oman. 